# Jeong Ga-eun
Jeong Ga-eun (tên khai sinh là Baek Ra-hee, sinh ngày 21 tháng 5 năm 1978) là một nữ diễn viên Hàn Quốc và nhà bán lẻ quần áo, cô đã xuất hiện trong một số bộ phim truyền hình Hàn Quốc như Rollercoaster và Sunday Sunday Night.

## Sự nghiệp
Ra mắt với tư cách là một thí sinh sắc đẹp tham gia cuộc thi Hoa hậu Gyeongnam Seon năm 2001, Jeong bắt đầu sự nghiệp trong ngành giải trí với vai trò là người mẫu trang phục và gương mặt đại diện cho nhãn hàng quần áo của CJ O Shopping.
Ngay sau đó, Jeong trở nên nổi tiếng khi tham gia các chương trình truyền hình, tham gia các chương trình tạp kỹ như Sponge 2.0, BEAST Idol Maid, Infinite Girls và Heroes. Cô thực hiện một số vở nhạc kịch và quảng cáo xà phòng Hàn Quốc bao gồm TNGT của LG năm 2006 và SK Telecom năm 2007. Vào tháng 7 năm 2009, cô tham gia một chương trình hài kịch tình huống mang tên Rollercoaster của kênh truyền hình cáp tvN của Hàn Quốc, góp phần thúc đẩy sự nổi tiếng của cô.
Kể từ khi khởi nghiệp vào năm 2009, Jeong đã đồng điều hành một trung tâm mua sắm quần áo trực tuyến có tên là Jungganda (정 간다).

## Đời tư
Jeong kết hôn với một doanh nhân vào ngày 30 tháng 1 năm 2016, tại Gangnam, Seoul. Cô sinh một con gái vào ngày 20 tháng 7. Vào ngày 26 tháng 1 năm 2018, cô họp báo thông báo cuộc ly hôn của họ.

## Xuất hiện
Truyền hình
- KBS2 Sponge 2.0 (2003–2012)
- MBC Sunday Sunday Night (2009–2014)
- tvN Rollercoaster, nữ diễn viên chính đóng cùng Jeong Hyeong-don
- MBC Infinite Girls Season 1
- SBS Yo Girls Diary của Good Sunday Season 2 (2010)
- SBS Heroes (2010–2011)
- MBC BEAST Idol Maid (2010)
- SBS Master's Sun trong vai Ahn Jin-joo
- MBC A Thousand Kisses trong vai Jang Hye-bin (2011–2012)
- tvN Rollercoaster 2
- KBS2 Family (chương trình truyền hình 2012) (2012) cameo
- SBS Plus Her Lovely Heels (2014)
- SBS FiL Do you light up your daily daily life (2021)[7]

Video âm nhạc
- Shinhwa's "Throw my fist"